# Stenocercus asenlignus
Stenocercus asenlignus — вид ігуаноподібних ящірок родини Tropiduridae. Ендемік Перу. Описаний у 2022 році.

## Поширення і екологія
Stenocercus asenlignus мешкають на північних схилах Центрального хребта Перуанських Анд, в регіонах Амазонас і Сан-Мартін, в басейнах річок {нп|Майо (річка, Перу)|Майо|en|Mayo River (Peru)}}, Уайабамба і Уайяґа. Вони живуть у вологих гірських тропічних лісах Перуанської Юнги, на висоті від 1500 до 2036 м над рівнем моря.